# Platypus
Platypus (с англ. — «Утконос») — компьютерная игра в жанре горизонтального скролл-шутера для Windows, разработанная Энтони Флаком (Anthony Flack) под псевдонимом Squashy Software в 2002 году и изданная Oberon Media. В 2007 году игра получила продолжение под названием Platypus II, изданное Reflexive Entertainment. В 2009 году первая часть игры была переиздана на сервисе PlayStation Network для PlayStation Portable.
В России обе части игры были локализированы и изданы компанией Акелла под названиями «Платипус: Пластилиновая угроза» (2003) и «Платипус 2: Пластилиновая война» (2008).
Особенностью игры является пластилиновая графика, а также музыка, представляющая собой ремиксы музыки для компьютера Commodore 64.
Также существует продолжение игры под названием Cletus Clay.

## Графика
Вся графика в игре выполнена в виде пластилиновой анимации. Работа над игрой длилась 18 месяцев и сильно осложнилась пожаром, в котором погибло всё оборудование и отснятый материал. Энтони Флак вспоминает, что после пожара  осталась лишь одежда, которая была надета на нём. В огне погибли компьютеры, камера и весь пластилин. С покупкой необходимого оборудования Флаку помогли родители, но приобрести пластилин, подходящий для анимации, оказалось проблематично, потому что его не было ни в одном магазине. В итоге Флак скупил в магазине игрушек все детские наборы пластилина, смешал их вместе и использовал для лепки моделей получившуюся серую массу. Снятые цифровой камерой фотографии моделей были позже раскрашены в графическом редакторе.

## Отзывы
| Сводный рейтинг | Сводный рейтинг |
| Агрегатор       | Оценка          |
| --------------- | --------------- |
| GameRankings    | 60,72 %         |